# 国際海事局
国際海事局（こくさいかいじきょく、International Maritime Bureau）は国際商業会議所（ICC）の特殊な局である。略称は「IMB」。本部はロンドン。
この局は国連の国際海事機関に支持されて1981年に創設され、国際刑事警察機構にオブザーバーの地位がある。IMBの責務は、海上貿易、輸送、特に海賊行為や商業詐欺に関連した犯罪と戦うことにある。また、外洋航行船の乗組員を守ることもそのひとつである。毎週、海賊行為（マラッカ海峡の海賊など）に関する報告書を発行しており、24時間体制で海賊行為を報告するための施設をマレーシアのクアラルンプールに置いている。